# تاشهورن
تاشهورن (به لاتین: Täschhorn) یک کوه در سوئیس است که در کانتون وله واقع شده‌است. تاشهورن ۴٬۴۹۱ متر بالاتر از سطح دریا واقع شده‌است.